# Lysianella petalocera
Lysianella petalocera är en kräftdjursart som beskrevs av Georg Ossian Sars 1882. Lysianella petalocera ingår i släktet Lysianella, och familjen Lysianassidae. Arten är reproducerande i Sverige.